# Kroatische Badmintonmeisterschaft
Kroatische Meisterschaften im Badminton werden nach dem Zerfall Jugoslawiens seit der Saison 1991/1992 vom Kroatischen Badminton-Verband ausgetragen. Die Austragung von Juniorenmeisterschaften begann ein Jahr später, die Austragung von Mannschaftsmeisterschaften zwei Jahre später. Internationale Titelkämpfe von Kroatien gibt es seit 1999.
Nach dem Zerfall der SFRJ finden auf dem Gebiet des ehemaligen Jugoslawiens auch Titelkämpfe Bosnien-Herzegowinas, Mazedoniens, Serbiens und Sloweniens statt. Zwischenzeitlich gab es auch Meisterschaften von Jugoslawien und Serbien-Montenegro.

## Die Titelträger
| Saison | Herreneinzel       | Dameneinzel       | Herrendoppel                       | Damendoppel                       | Mixed                               |
| ------ | ------------------ | ----------------- | ---------------------------------- | --------------------------------- | ----------------------------------- |
| 1992   | Marko Goljak       | Andrea Jurčić     | nicht ausgetragen                  | nicht ausgetragen                 | nicht ausgetragen                   |
| 1993   | Tomislav Furdin    | Andrea Jurčić     | Alen Krajziger Daniel Lacko        | Andrea Jurčić Tanja Vejnović      | Daniel Lacko Andrea Jurčić          |
| 1994   | Antun Horvat       | Andrea Jurčić     | Antun Horvat Tomislav Furdin       | Renata Horvat Lidija Petrinović   | Antun Horvat Renata Horvat          |
| 1995   | Tomislav Furdin    | Andrea Jurčić     | Antun Horvat Tomislav Furdin       | Andrea Jurčić Snježana Milešević  | Silvio Jurčić Andrea Jurčić         |
| 1996   | Tomislav Furdin    | Andrea Jurčić     | Silvio Jurčić Miroslav Sikavica    | Andrea Jurčić Snježana Milešević  | Silvio Jurčić Andrea Jurčić         |
| 1997   | Tomislav Furdin    | Andrea Jurčić     | Tomislav Furdin Antun Horvat       | Andrea Jurčić Snježana Milešević  | Silvio Jurčić Andrea Jurčić         |
| 1998   | Vedran Ciganović   | Andrea Jurčić     | Arni Badjuk Damir Ilić             | Andrea Jurčić Snježana Milešević  | Silvio Jurčić Andrea Jurčić         |
| 1999   | Silvio Jurčić      | Andrea Jurčić     | Josip Bareš Janko Hranilović       | Andrea Jurčić Morana Esih         | Silvio Jurčić Andrea Jurčić         |
| 2000   | Vedran Ciganović   | Andrea Jurčić     | Tomislav Furdin Antun Horvat       | Mateja Šalov Maja Šavor           | Silvio Jurčić Andrea Jurčić         |
| 2001   | Vedran Ciganović   | Matea Čiča        | Vedran Ciganović Hrvoje Kazesović  | Matea Čiča Morana Esih            | Vedran Ciganović Ana Jurić          |
| 2002   | Vedran Ciganović   | Matea Čiča        | Vedran Ciganović Janko Hranilović  | Matea Čiča Morana Esih            | Neven Rihtar Maja Šavor             |
| 2003   | Vedran Ciganović   | Andrea Žvorc      | Vedran Ciganović Janko Hranilović  | Andrea Žvorc Staša Poznanović     | Neven Rihtar Maja Šavor             |
| 2004   | Vedran Ciganović   | Matea Čiča        | Zvonimir Đurkinjak Luka Zdenjak    | Matea Čiča Morana Esih            | Neven Rihtar Maja Šavor             |
| 2005   | Neven Rihtar       | nicht ausgetragen | Neven Rihtar Vedran Ciganović      | nicht ausgetragen                 | Zvonimir Đurkinjak Andrea Žvorc     |
| 2006   | Vedran Ciganović   | Andrea Žvorc      | Zvonimir Đurkinjak Luka Zdenjak    | Andrea Žvorc Staša Poznanović     | Zvonimir Đurkinjak Staša Poznanović |
| 2007   | Zvonimir Đurkinjak | Andrea Žvorc      | Zvonimir Đurkinjak Luka Zdenjak    | Matea Čiča Morana Esih            | Zvonimir Đurkinjak Staša Poznanović |
| 2008   | Luka Zdenjak       | Petra Petranović  | Zvonimir Đurkinjak Luka Zdenjak    | Matea Čiča Staša Poznanović       | Zvonimir Đurkinjak Staša Poznanović |
| 2009   | Zvonimir Đurkinjak | Andrea Žvorc      | Igor Čimbur Zvonimir Hölbling      | Matea Čiča Andrea Žvorc           | Igor Čimbur Matea Čiča              |
| 2010   | Zvonimir Đurkinjak | Andrea Žvorc      | Igor Čimbur Zvonimir Hölbling      | Matea Čiča Staša Poznanović       | Zvonimir Đurkinjak Staša Poznanović |
| 2011   | Zvonimir Đurkinjak | Andrea Žvorc      | Igor Čimbur Zvonimir Hölbling      | Lucija Vlah Staša Poznanović      | Zvonimir Đurkinjak Staša Poznanović |
| 2012   | Zvonimir Đurkinjak | Maja Pavlinić     | Igor Čimbur Zvonimir Hölbling      | Matea Čiča Staša Poznanović       | Zvonimir Đurkinjak Staša Poznanović |
| 2013   | Zvonimir Đurkinjak | Maja Pavlinić     | Zvonimir Đurkinjak Filip Špoljarec | Katarina Galenić Staša Poznanović | Zvonimir Đurkinjak Staša Poznanović |
| 2014   | Zvonimir Đurkinjak | Dorotea Sutara    | Filip Špoljarec Zvonimir Đurkinjak | Matea Čiča Staša Poznanović       | Zvonimir Đurkinjak Matea Čiča       |
| 2015   | Zvonimir Đurkinjak | Maja Pavlinić     | Filip Špoljarec Zvonimir Đurkinjak | Matea Čiča Staša Poznanović       | Zvonimir Hölbling Matea Čiča        |
| 2016   | Zvonimir Đurkinjak | Matea Čiča        | Filip Špoljarec Zvonimir Đurkinjak | Matea Čiča Staša Poznanović       | Zvonimir Hölbling Matea Čiča        |
| 2017   | Zvonimir Đurkinjak | Maja Pavlinić     | Igor Čimbur Zvonimir Hölbling      | Matea Čiča Staša Poznanović       | Igor Čimbur Matea Čiča              |
| 2018   | Josip Uglešić      | Maja Pavlinić     | Igor Čimbur Zvonimir Hölbling      | Matea Čiča Staša Poznanović       | Filip Špoljarec Maja Pavlinić       |
| 2019   | Zvonimir Đurkinjak | Matea Čiča        | Igor Čimbur Zvonimir Hölbling      | Katarina Galenić Maja Pavlinić    | Zvonimir Đurkinjak Katarina Galenić |
| 2020   | Luka Ban           | Matea Čiča        | Igor Čimbur Zvonimir Hölbling      | Katarina Galenić Maja Pavlinić    | Zvonimir Hölbling Matea Čiča        |
| 2021   | Filip Špoljarec    | Jelena Buchberger | Luka Ban Filip Špoljarec           | Matea Čiča Katarina Galenić       | Luka Ban Dora Drvodelić             |
| 2022   | Filip Špoljarec    | Jelena Buchberger | Igor Čimbur Zvonimir Hölbling      | Matea Čiča Katarina Galenić       | Zvonimir Đurkinjak Katarina Galenić |
| 2023   | Filip Špoljarec    | Jelena Buchberger | Igor Čimbur Zvonimir Hölbling      | Dora Drvodelić Katarina Galenić   | Zvonimir Hölbling Katarina Galenić  |
| 2024   | Filip Špoljarec    | Jelena Buchberger | Igor Čimbur Zvonimir Hölbling      | Dora Drvodelić Katarina Galenić   | Filip Špoljarec Katarina Galenić    |
| 2025   | Aria Dinata        | Jelena Buchberger | Igor Čimbur Zvonimir Hölbling      | Matea Čiča Ana Pranić             | Filip Špoljarec Matea Čiča          |